# Vaghat-Ya-Bijim-Legeri jezik
Vaghat-Ya-Bijim-Legeri jezik (ISO 639-3: bij; kwanka), nigersko-kongoanski jezik uže skupine plateau, kojim govori 20 000 ljudi (2003) u deset sela u nigerijskoj državi Plateau.
Klasificira se jugozapadnoj A podskupini zapadnih plateau jezika. Ima 4 dijalekta, to su vaghat (tivaghat, kadun, kwanka), ya (tiya, boi), bijim i legeri.

## Vanjske poveznice
- Ethnologue (14th)
- Ethnologue (15th)